# Delta megye (Michigan)
Delta megye az Amerikai Egyesült Államokban, azon belül Michigan államban található. Megyeszékhelye és legnagyobb városa Escanaba. Lakosainak száma 36 903 fő (2020. április 1.). Delta megye Alger, Door, Schoolcraft, Marquette és Menominee megyékkel határos.

## Népesség
A megye népességének változása:
| Lakosok száma | 37 060 | 36 934 | 36 876 | 36 905 | 36 377 | 36 903 |
|               | 2010   | 2011   | 2012   | 2013   | 2015   | 2020   |